# Код авиакомпании ИАТА
Код авиакомпании ИАТА — 2- или 3-символьный индивидуальный идентификатор, присвоенный авиакомпании Международной ассоциацией воздушного транспорта (ИАТА). Этот код выделяется согласно резолюции ИАТА № 762 штаб-квартирой ассоциации в Монреале. Коды авиакомпаний используются авиакомпаниями, агентствами по продаже билетов, системами бронирования билетов и иными предприятиями для передачи информации, связанной с коммерческой деятельностью в области пассажирских авиационных перевозок. Список кодов публикуется ИАТА дважды в год и доступен на официальном сайте ИАТА.
На постсоветском пространстве одновременно с кодами авиакомпаний ИАТА применяется внутренняя система кодирования авиакомпаний-перевозчиков. Эта система построена аналогично системе кодов ИАТА, но является самостоятельной системой.

## Коды ИАТА
Код авиакомпании ИАТА может состоять из 2 или из 3 символов. Первоначально коды состояли только из двух букв латинского алфавита. Однако со временем это привело к проблеме нехватки кодов для всех действующих перевозчиков (см. ниже). Из-за этого были введены в употребление коды вида «1 цифра и 1 буква» и коды вида «1 буква и 1 цифра». Состоять из двух цифр код авиакомпании не может.
ИАТА предусматривает введение в действие кодов авиакомпаний из 3 латинских букв, однако такие коды ещё никому не присвоены. В первую очередь это связано с тем, что основные мировые компьютерные системы бронирования билетов были разработаны тогда, когда проблема нехватки кодов ещё не была актуальной, и не могут обеспечить ввод кода авиакомпании из 3 знаков.

### Проблема нехватки кодов
Сочетание двух латинских букв в качестве кода может дать 676 возможных вариантов кодов, из которых не все являются допустимыми. Первоначально, когда авиационные перевозки в каждой стране осуществляли 1-2 авиакомпании, этого было достаточно.
Однако рост мирового объёма авиационных перевозок и количества авиакомпаний-перевозчиков привели к тому, что этих кодов стало не хватать на всех желающих. Применение цифр в составе кода увеличивает общее число возможных кодов до 1215. Однако и этого не хватает.
Против этой проблемы ИАТА применяет два основных метода:
1. Код, по каким-либо причинам вышедший из употребления, становится доступным для повторного использования уже через 6 месяцев после прекращения использования.
2. Применяется политика «контролируемых повторений» (англ. «Controlled duplicates»), когда один и тот же код назначается двум небольшим авиакомпаниям, география полетов которых не пересекается в момент назначения кода и не имеет перспективы такого пересечения в обозримом будущем.

## Внутренняя система кодирования в бывшем СССР

### Историческая справка
В СССР до 1990-х годов не было какой-либо системы кодирования авиакомпаний. Это было связано с тем, что не было самих авиакомпаний. Гражданская авиация страны считалась единым предприятием, управляемым из Министерства Гражданской Авиации. Все внутренние и международные перевозки выполнялись под единой торговой маркой «Аэрофлот». При этом на рынке международных перевозок «Аэрофлот» считался национальной авиакомпанией и имел код ИАТА SU. Внутренние перевозки выполняли региональные авиапредприятия (авиаотряды), однако информация о том, какой авиаотряд выполняет тот или иной рейс, в широкой печати не публиковалась. Пассажиры узнавали эту информацию из объявления стюардессы в начале полета.
В 1990-е годы одновременно с распадом СССР начался процесс обособления авиаотрядов друг от друга и от управляющего центра. Со временем все авиаотряды были преобразованы в самостоятельные авиакомпании. Этот факт потребовал ввода в обращение системы кодирования информации об авиакомпаниях. Такая система была создана на основе системы кодов ИАТА и с учётом специфики пост-советского пространства.

### Система кодирования
Внутренний код авиакомпании состоит из 2 знаков. Допустимые сочетания — 2 русских буквы, 1 русская буква и 1 цифра, 1 цифра и 1 русская буква. Состоять из двух цифр код не может. Предусматривается ввод в действие кодов из 3 русских букв. Однако по факту такие коды ещё не используются.
При образовании авиакомпаний из авиаотрядов коды по мере возможности назначались так, чтобы образовать аббревиатуру от названия компании или сокращение от названия основного аэропорта базирования авиакомпании. Например, Пулковские авиалинии имеют внутренний код ПЛ.
Авиакомпании, выполняющие только внутренние перевозки по территории России, как правило имеют только внутренний код. Авиакомпании, выполняющие полеты из России за её пределы, имеют одновременно два кода — ИАТА и внутренний. Получение кода ИАТА безусловно обязательно для авиакомпании, выполняющей международные перевозки. Как правило, если внутренняя авиакомпания выходит на международный рынок, то её внутренний код меняется с таким расчётом, чтобы соответствовать коду ИАТА. Например, авиакомпания «Сибирь» (впоследствии переименованная в «S7 Airlines») получила в своё время код ИАТА S7, после чего её внутренний код был заменён на С7. В то же время, некоторые авиакомпании рассматривают внутренний код как своего рода «торговую марку» и при выходе на международный рынок сохраняют внутренний код без изменения. (Например, Пулковские авиалинии сохранили внутренний код ПЛ, хотя получили код ИАТА FV)